# Полетаев, Николай Павлович
Николай Павлович Полета́ев(1905—1990) — советский хозяйственный, государственный и политический деятель.

## Биография
Родился 8 (21 декабря) 1905 года в Галиче (ныне Костромская область). Член ВКП(б). В 1928 году по окончании Костромского индустриального техникума имени Красина по разнарядке Наркомтруда был направлен на один из заводов Тулы, где проработал одиннадцать лет — сначала электромонтером, мастером, а позднее начальником цеха. Работая на заводе, одновременно учился в вечернем институте, который успешно окончил.
На Урал приехал в 1939 году, был назначен директором строящегося в окрестностях Златоуста завода № 54, а в июле 1940 года — одновременно и директором завода № 385, и управляющим строительно-монтажным трестом № 24. Он внёс большой вклад в строительство завода № 385 (ныне ПО ЗМ), который в конце 1941 года начал выпускать пулеметы «Максим». С февраля 1944 года по февраль 1951 года Николай Павлович возглавляет завод № 66, выпускающий авиационные пушки Волкова-Ярцева, а после войны — охотничьи ружья, станки и другую гражданскую продукцию. Под его руководством решались вопросы строительства жилых кварталов и социального комплекса. В период его руководства (1939—1952) ЗМЗ был удостоен памятного Красного Знамени ЦК ВКП(б), награжден орденом Ленина (1945).
Затем работал в Миассе. 20 июня 1955 года был назначен заместителем строящегося завода № 133, который намечалось разместить в северной части Миасса. Он становится организатором создания многих важных для города строительных объектов производственного, хозяйственного, социально-бытового назначения: Дворец культуры «Прометей»,  Дворец спорта «Заря»,  кинотеатр «Восток», торговый центр, овощехранилище, пионерский лагерь, крытый рынок. При его активном участии росла и укреплялась промышленная база треста «Уралавтострой». Выдающиеся организаторские способности проявил Николай Павлович при строительстве главной водной артерии города — Верхнее-Иремельского водохранилища и многокилометрового водовода. Конечно, были бы и без Полетаева Новый Златоуст и машгородок, троллейбус и многие производственные объекты. Но наверняка они были бы другими, а главное — не было «Школы Полетаева», право быть выпускником которой почитают за честь. 
Трудовую деятельность закончил в 1981 году. Многократно избирался депутатом местных Советов трудящихся в Туле, Златоусте, Миассе. Выбирался в выборные партийные органы. Инженер-полковник.

В 1955 году на доме № 7 по проспекту Макеева, где проживал Полетаев, открыта мемориальная доска. Его именем названы бульвар в Миассе, а также одна из улиц в Златоусте.

Умер в 1990 году.

## Признание
- Почётный гражданин Златоуста (1969)
- Почётный гражданин Миасса (1971)
- Государственная премия РСФСР в области архитектуры (1975) — за проектирование и комплексную застройку Северного района города Миасса Челябинской области при сохранении живописного ландшафта.
- орден Ленина (5.8.1944)
- два ордена Трудового Красного Знамени (3.6.1942; 1963)
- орден Отечественной войны I степени (16.9.1945)
- два ордена «Знак Почёта» (1969)
- медали.